# Queer Lion 2007

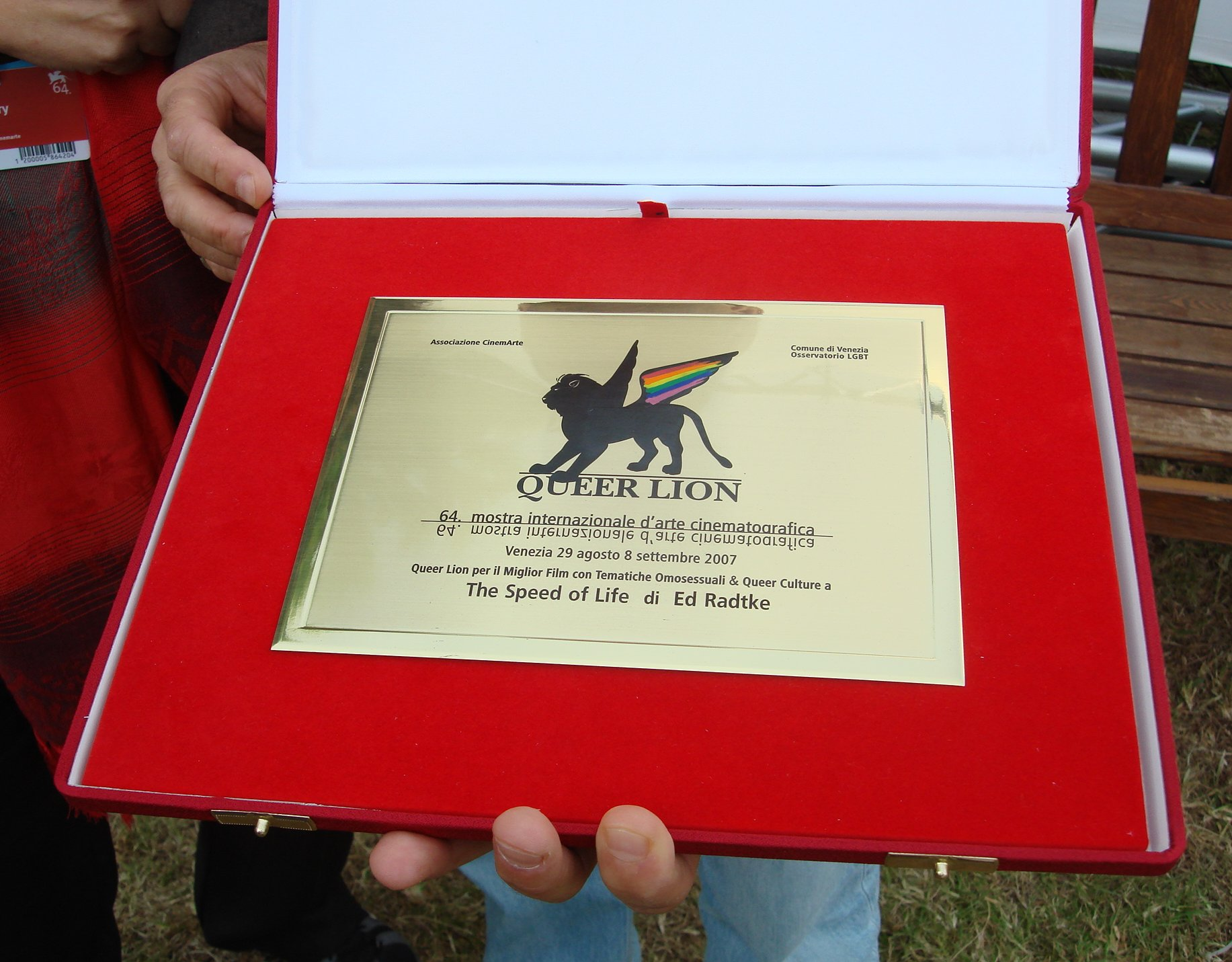
Il premio assegnato nel 2007 a The Speed of Life.

Il Queer Lion 2007, noto anche come Leone al cinema gay 2007, è stata la prima edizione del premio cinematografico assegnato al "Miglior Film con Tematiche Omosessuali & Queer Culture" tra quelli presenti alla 64ª Mostra internazionale d'arte cinematografica di Venezia. L'Awards è stato vinto dal film statunitense The Speed of Life di Edward A. Radtke. Una menzione speciale è stata assegnato alla pellicola  di Kenneth Branagh, Sleuth - Gli insospettabili.

## Giuria
- Andrea Occhipinti (presidente)
- Delia Vaccarello
- Sandro Avanzo
- Vincenzo Patanè
- Simone Morandi
- Daniel N. Casagrande (coordinatore)

## Palmarès del 1° Queer Lion
- The Speed of Life di Edward Radtke (Usa 2007, 85'): Queer Lion Award
- Sleuth - Gli insospettabili di Kenneth Branagh (Gran Bretagna/Usa 2007, 86'): menzione speciale

## Tutti i film LGBTQ
- G: tematica o interesse gay centrale.
- g: tematica o interesse gay parziale.
- L: tematica o interesse lesbica centrale.
- l: tematica o interesse lesbica parziale.
- T: tematica o interesse transgender centrale.
- t: tematica o interesse transgender parziale.
- Q: tematica o interesse queer centrale.
- q: tematica o interesse queer parziale.

### Venezia 64
- Sleuth - Gli insospettabili di Kenneth Branagh (Gran Bretagna/Usa 2006, 86') - g
- The Assassination of Jesse James by the Coward Robert Ford di Andrew Dominik (Usa 2007, 155') - g
- Nessuna qualità agli eroi di Paolo Franchi (Italia/Svizzera/Francia 2007, 102')
- Bangbang wo aishen (Help Me Eros) di Lee Kang Sheng (Taiwan 2007, 107') - Q
- The Darjeeling Limited di Wes Anderson (Usa 2007, 91')
- Sukiyaki Western Django di Miike Takashi (Giappone 2007, 121')
- Il dolce e l'amaro di Andrea Porporati (Italia 2007, 98')  - q
- Nightwatching di Peter Greenaway (Paesi Bassi/Canada/Polonia/Gb 2007, 134') - g
- I'm Not There di Todd Haynes (Usa 2007, 135') - Q
- Les amours d'Astrée et de Céladon di Éric Rohmer (Francia/Italia/Spagna 2006, 109') - l

### Fuori Concorso
- Tiantang kou (Blood Brothers) di Alexi Tan (Taiwan/Cina/Hong Kong 2007, 95')

### Orizzonti
- Searchers 2.0 di Alex Cox (Usa 2007, 90')
- Callas assoluta di Philippe Kohly (Francia/Grecia 2007, 97') - q

### 4. Giornate degli Autori
- Freischwimmer (Head Under Water) di Andreas Kleinert (Germania 2007, 110')
- The Speed of Life di Ed Radtke (Usa 2007, 84') - G

### 22. Settimana Internazionale della Critica
- 24 Mesures di Jalil Lespert (Francia 2007, 82') - l

### Venice Market
- Artù di Raffaele Piscitelli (Italia 2007, 50') - L

### Alexander Kluge 75
- Das Phänomen der Oper di Alexander Kluge (Germania 2007, 71') - q